# Hrabia Dalhousie

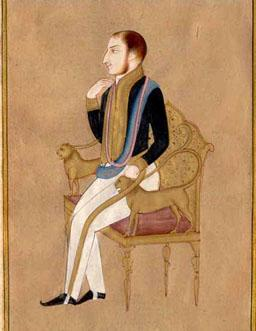
James Andrew Broun-Ramsay, 10. hrabia Dalhousie

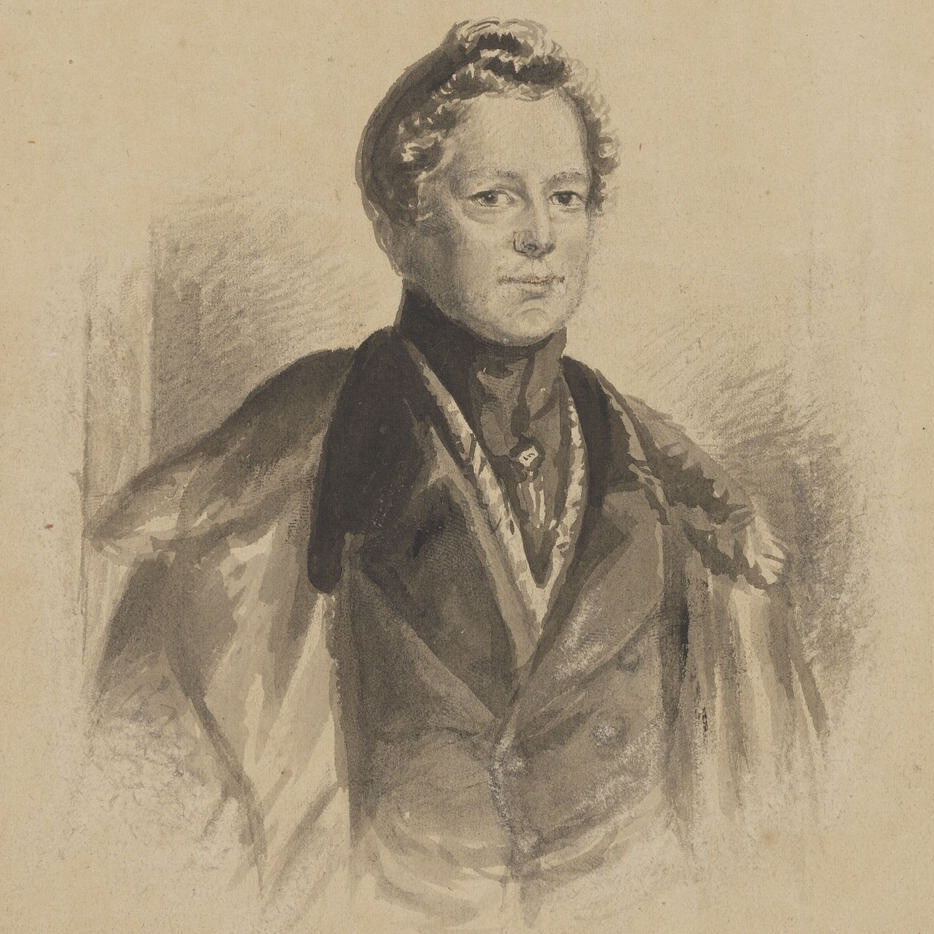
Fox Maule-Ramsay, 11. hrabia Dalhousie

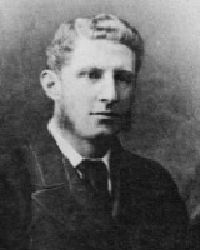
John William Ramsay, 13. hrabia Dalhousie

## Informacje ogólne
- Dodatkowymi tytułami hrabiego Dalhousie są:
  - lord Ramsay of Dalhousie
  - lord Ramsay i Carrington
  - baron Ramsay of Glenmark
- Najstarszy syn hrabiego Dalhousie nosi tytuł lorda Ramsay
- Rodową siedzibą hrabiów Dalhousie jest Brechin Castle. Historyczna siedziba, Dalhousie Castle, została sprzedana i obecnie znajduje się w niej hotel

Hrabiowie Dalhousie 1. kreacji (parostwo Szkocji)
- 1633–1672: William Ramsay, 1. hrabia Dalhousie
- 1672–1674: George Ramsay, 2. hrabia Dalhousie
- 1674–1682: William Ramsay, 3. hrabia Dalhousie
- 1682–1696: George Ramsay, 4. hrabia Dalhousie
- 1696–1710: William Ramsay, 5. hrabia Dalhousie
- 1710–1739: William Ramsay, 6. hrabia Dalhousie
- 1739–1764: Charles Ramsay, 7. hrabia Dalhousie
- 1764–1787: George Ramsay, 8. hrabia Dalhousie
- 1787–1838: George Ramsay, 9. hrabia Dalhousie
- 1838–1860: James Andrew Broun-Ramsay, 10. hrabia Dalhousie, od 1849 r. 1. markiz Dalhousie
- 1860–1874: Fox Maule-Ramsay, 11. hrabia Dalhousie
- 1874–1880: George Ramsay, 12. hrabia Dalhousie
- 1880–1887: John William Ramsay, 13. hrabia Dalhousie
- 1887–1928: Arthur George Maule Ramsay, 14. hrabia Dalhousie
- 1928–1950: John Gilbert Ramsay, 15. hrabia Dalhousie
- 1950–1999: Simon Ramsay, 16. hrabia Dalhousie
- 1999 -: John Hubert Ramsay, 17. hrabia Dalhousie

Najstarszy syn 17. hrabiego Dalhousie: Simon David Ramsay, lord Ramsay